# Phreatia subtriloba
Phreatia subtriloba är en orkidéart som beskrevs av Rudolf Schlechter. Phreatia subtriloba ingår i släktet Phreatia och familjen orkidéer. Inga underarter finns listade i Catalogue of Life.